# 洛角
洛角是南極洲的海岬，位於肯普地，處於史蒂芬森灣西北面，長28公里，探險隊在1956年5月首次踏足該海岬，現時由南極條約體系管理。
67°13′S 58°48′E / 67.22°S 58.80°E